# Gare de Chemillé
La gare de Chemillé est une gare ferroviaire française de la ligne de La Possonnière à Niort, située sur le territoire de la commune de Chemillé-en-Anjou, dans le département de Maine-et-Loire, en région Pays de la Loire.
C'est une gare de la Société nationale des chemins de fer français (SNCF), desservie par des trains express régionaux TER Pays de la Loire, qui circulent entre Angers Saint-Laud et Cholet.

## Situation ferroviaire

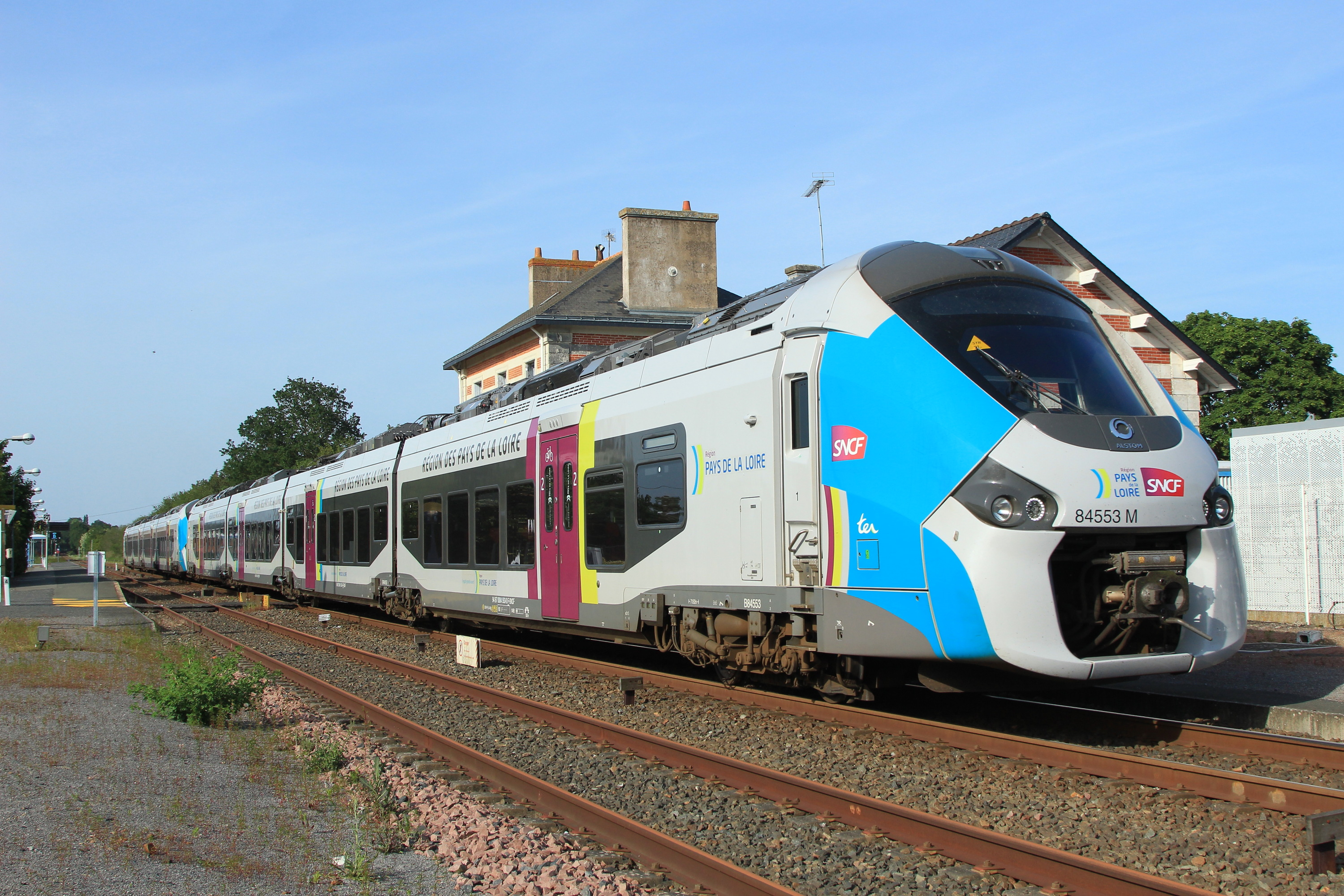
Deux autorails B 84500 repartent de la gare de Chemillé en 2018.

Établie à 81 mètres d'altitude, la gare de Chemillé est située au point kilométrique (PK) 20,398 de la ligne de La Possonnière à Niort, entre les gares ouvertes de Chalonnes et de Cholet. Elle est séparée de Chalonnes par les gares aujourd'hui fermées des Fourneaux et de La Jumellière et de Cholet par la gare fermée de Trémentines.

## Histoire
Elle fut construite en 1865, pour l'inauguration de la ligne de La Possonnière à Niort. En 2017, à l'occasion de la refonte des horaires lors de la mise en service de la LGV BPL, le guichet est fermé.

## Service des voyageurs

### Accueil
Gare SNCF, elle dispose d'un bâtiment voyageurs ouvert du lundi au vendredi (sauf jours fériés). Elle est équipée d'un automate pour l'achat de titres de transport TER.

### Desserte
Chemillé est desservie par des trains TER Pays de la Loire, qui circulent entre Angers Saint-Laud et Cholet.

### Intermodalité
Un parc pour les vélos et un parking pour les véhicules sont aménagés.

## Service des marchandises
Cette gare est ouverte au service du fret (gare gérée à distance, train massif limité aux matériaux de viabilité).